# Geologia do Brasil

Mapa de relevo sombreado do Brasil, mostrando 15 províncias geológicas

A geologia do Brasil, juntamente com a região das Guianas, distingue-se nitidamente  do resto da América do Sul pela simples observação do mapa geológico com o território do continente. Na região ocidental situam-se os Andes, que sobressaem como se fossem sua coluna vertebral, formando as cadeias montanhosas mais elevadas da América do Sul.
Larga faixa adjacente aos Andes, no lado oriental, comportou-se, em geral, como área subsidente no Cenozoico e atualmente está coberta por depósitos quaternários, estendendo-se em planícies baixas e contínuas com diversos nomes geográficos (Pampas, Chaco, Beni, Llanos).
Ocorrem pequenas áreas de rochas pré-cambrianas distribuídas ao longo do geossinclíneo Andino (restos do embasamento trazidos à superfície pelos dobramentos e falhas) e outras dispostas transversalmente ao eixo da grande cadeia. No mais, somente afloram rochas paleozoicas, mesozoicas e cenozoicas, na região andina e na faixa oriental adjacente.
O território brasileiro é dividido em 15 províncias geológicas: Transamazonas, Carajás, Amazonas Central, Tapajós-Parima, Rondônia-Juruena, Rio Negro, Sunsás, São Francisco, Borborema, Tocantins, Mantiqueira, Amazonas, Parnaíba, Parecis e Paraná. Cada província tem sua história de evolução geológica.

## Cráton Amazonas
O Cráton Amazonas tem aproximadamente 4.400.000 km² e representa uma das maiores e menos conhecidas áreas pré-cambrianas do mundo. No Brasil, o conceito de cráton é aplicado a áreas estabilizadas antes da Orogênese Brasiliana.

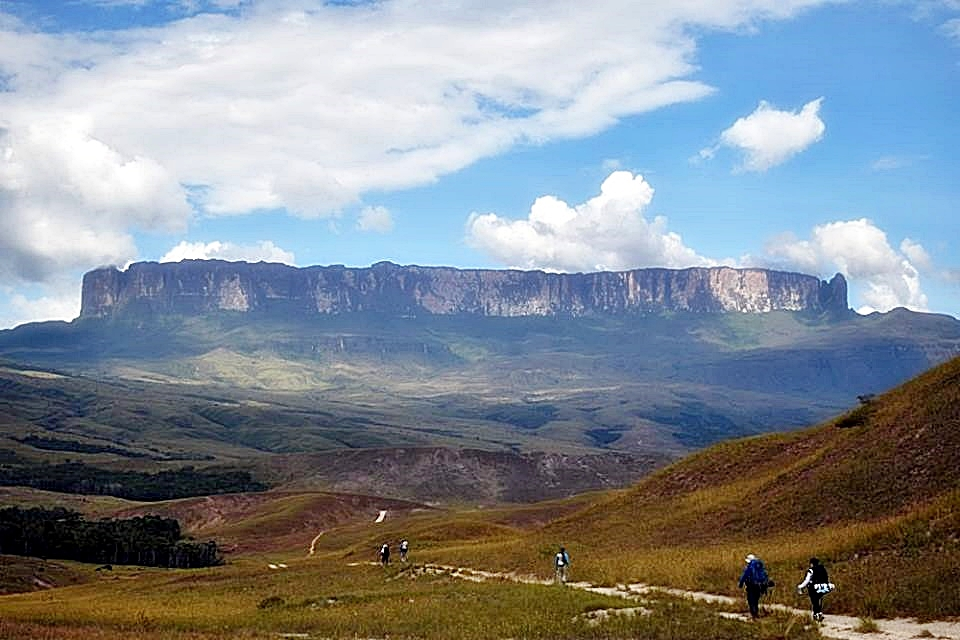
Monte Roraima, rochas da Província Tapajós-Parima.

É composto pelas províncias Transamazonas, Carajás, Amazonas Central, Tapajós-Parima, Rondônia-Juruena, Rio Negro e Sunsás. As rochas mais jovens conhecidas no cráton são os basaltos e granitos da província Sunsás, com idades entre 980 e 950 milhões de anos.
Os limites entre as províncias estão bem marcados por mudanças no padrão estrutural regional. No entanto, muitas áreas ainda são carentes de informações consistentes devido à dificuldade de acesso, sendo sua compartimentação em províncias entendida pelos cientistas como transitório.
É coberto por diversas bacias fanerozóicas: Maranhão a nordeste, Xingu e Alto Tapajós a sul, Parecis a sudoeste, Solimões a oeste, Tacutu a norte e Amazonas ao centro.

## Geologia

### Escudos antigos (ou maciços cristalinos)
São blocos imensos de rochas muito antigas, as primeiras que apareceram na crosta terrestre. Constituídos de rochas cristalinas, do tipo magmático-plutônicas, formadas em eras pré-cambrianas, ou de rochas metamórficas, originadas de material sedimentar do Paleozoico, são extensões resistentes, estáveis, bastante desgastadas e geralmente associadas à ocorrência de minerais metálicos.
No Brasil, correspondem a cerca de 36% da área total de seu território e são divididos em duas grandes porções: o escudo das Guianas, ao norte da planície Amazônica, e o escudo Brasileiro, na parte centro-oriental do país, cuja grande extensão permite dividi-lo em seis escudos e núcleos: Sul-Amazônico, Atlântico, Araguaia-Tocantins, Sul-Rio Grandense, Gurupi e Bolívio-Mato Grossense.

### Bacias sedimentares
São depressões relativas, ou seja, planos mais baixos encontrados nos escudos, preenchidos por detritos ou sedimentos das áreas próximas. Esse processo de deposição sedimentar deu-se nas eras Paleozoica, Mesozoica e Cenozoica e ocorre ainda hoje.
As ocorrências de combustíveis fósseis como o petróleo, o carvão e o gás natural estão associadas às áreas de bacias sedimentares.
No Brasil, correspondem a 64% do território nacional, constituindo grandes bacias, como a Amazônica, a do Meio-Norte, a do Paraná, a São-Franciscana e a do Pantanal Mato Grossense, ou pequenas bacias, geralmente alojadas em compartimentos de planaltos, como as de Curitiba, do Recôncavo Baiano, de Taubaté, de Resende e de São Paulo.

#### Bacia Sergipe-Alagoas
A Bacia de Sergipe-Alagoas situa-se na região nordeste do Brasil e abrange os estados de mesmo nome, Sergipe e Alagoas, separados pelo rio São Francisco. Em sua porção terrestre apresenta uma área de 13.000 km². A parte submersa se estende por uma área de 32.760 km², até a cota batimétrica de 3.000 metros. A bacia limita-se, a norte, com a Bacia de Pernambuco/Paraíba, pelo Alto de Maragogi; a sul, o limite da porção emersa é constituído pela Plataforma de Estância e, no mar, pela Bacia de Jacuípe, através do sistema de falhas do Vaza-Barris.
A história geológica pós–paleozoica da bacia pode ser divida em duas grandes etapas. A primeira, do Jurássico Superior ao Cretássio inferior, é constituídas por terrenos não marinhos equivalentes ao do Recôncavo; a segunda, do Cretáceo Inferior ao Terciário Inferior, é constituída por formações marinhas

## Eventos geológicos

### Pré-cambriano
As maiores áreas de afloramento de rochas pré-cambrianas da América do Sul estão no Brasil e nas Guianas. São os escudos. Os terrenos brasileiros mais antigos, constituídos de rochas de intenso metamorfismo, foram denominados em 1915, de complexo Brasileiro, por J.C. Branner. São também designados como embasamento Cristalino, ou, simplesmente, cristalino. A bacia sedimentar do Amazonas, cuja superfície está coberta em grande parte por depósitos cenozoicos, em continuação aos da faixa adjacente dos Andes, separa o escudo das Guianas do escudo Brasileiro.
O escudo das Guianas abarca, além das Guianas, parte da Venezuela e do Brasil, ao norte do rio Amazonas. As rochas mais antigas desse escudo datam de 2.500.000.000 mais ou menos 400 milhões de anos. Boa parte da superfície é coberta por sedimentos horizontais não metamorfoseados, da formação Roraima, que sofreram intrusões doleríticas datadas de 1.700.000.000 de anos. Essa é, portanto, uma área estável desde longa data.
Pequena zona de rochas pré-cambrianas ocorre na faixa dos estados nordestinos do Maranhão e Pará, constituindo o núcleo pré-cambriano de São Luís, com rochas muito antigas, aproximadamente de dois bilhões de anos. Ultimamente, têm-se ampliado muito os conhecimentos sobre o escudo Brasileiro, graças ao incremento das datações radiométricas.
Quase nada se conhece sobre a região pré-cambriana de Guaporé, coberta pela Floresta Amazônica, onde são escassos os afloramentos. As poucas datações radiométricas parecem indicar que rochas sofreram um ciclo orogenético datado, aproximadamente, de 2.000 milhões de anos.
A região pré-cambriana do rio São Francisco estende por partes dos estados da Bahia, Minas Gerais e Goiás, atingindo a costa da Bahia. Uma unidade tectônica muito antiga dessa região, o geossinclíneo do Espinhaço, que vai de Ouro Preto até a bacia sedimentar do Parnaíba, tem sido muito estudada, principalmente na região do Quadrilátero ferrífero (ver ferro). As rochas mais antigas dessa área constituem o rio das Velhas, com idades que atingem cerca de 2,5 bilhões de anos.
Sobre elas assentam, em discordância, as rochas do grupo Minas, constituídas de metassedimentos que exibem, em geral, metamorfismo de fácies xisto verde. A idade parece situar-se no intervalo entre 1.500 e 1.350 milhões de anos. Dentro desse grupo é colocada a formação Itabira, de grande importância econômica das jazidas de ferro e manganês que contém.
As rochas do grupo Lavras, colocadas, em discordância, sobre as do grupo Minas, constituem-se de metassedimento que exibem metamorfismo baixo, sendo comuns metaconglomerados, que tem sido interpretados como devidos a glaciação pré-cambriana.
Grande parte da área pré-cambriana do rio São Francisco é coberta por rochas sedimentares quase sem metamorfismo e só ligeiramente dobradas, das quais os calcários constituem boa parcela. Essa sequência conhecida como grupo Bambuí, possui idade que se situa em torno dos 600 milhões de anos. As circunstâncias indicam que a região do rio São Francisco já havia atingido relativa estabilidade nessa época.
Suspeita-se que um grande ciclo orogenético de cerca de dois bilhões de anos de idade, chamado de Transamazônico, perturbou as rochas mais antigas da faixa pré-cambriana acima referida: a região do rio São Francisco.
As regiões do rio São Francisco e do rio Guaporé eram separadas, no fim do Pré-Cambriano, por dois geossinclíneos, o Paraguai-Araguaia, margeando as terras antigas do rio Guaporé pelo lado oriental.
As estruturas das rochas parametamórficas do geossinclíneo Paraguai-Araguaia estão orientadas na direção norte-sul do Paraguai e sul de Mato Grosso, curvando-se depois para nordeste e novamente para norte-sul no norte de Mato Grosso e Goiás, e atingindo, para o norte, o estado do Pará, através do baixo vale do rio Tocantins. Perfazem extensão de mais de 2.500 km. Iniciam-se por extensa sequência de metassedimentos, constituindo, no sul, o grupo Cuiabá e, no norte, o grupo Tocantins. Essa sequência é recoberta pelas rochas do grupo Jangada, entre as quais existem conglomerados tidos como representantes de episódio glacial. A intensidade do metamorfismo que afetou as rochas do geossinclíneo Paraguai-Araguaia decresce em direção à região do rio Guaporé.
O geossinclíneo Brasília desenvolveu-se em parte dos estados de Goiás e Minas Gerais. Suas estruturas, no sul, dirigem-se para noroeste, curvando-se depois para o norte. A intensidade do metamorfismo de oeste para leste, variando de fácies anfibolito para fácies xisto verde.
A região central de Goiás, que separa o geossinclíneo Paraguai-Araguaia do geossinclíneo Brasília, é constituída de rochas que exibem fácies de metamorfismo de anfibolito. Uma faixa constituída de piroxenitos, dunitos, anortositos, etc., está em grande parte serpentinizada.
Longa faixa metamórfica estende-se ao longo da costa oriental do Brasil, do sul da Bahia ao Rio Grande do Sul e Uruguai. Essa faixa, chamada de geossinclíneo Paraíba por Ebert, exibe rochas com metamorfismo mais intenso na Serra do Mar, daí decrescendo em direção a nordeste. Cordani separou a região sul do Uruguai a São Paulo, denominando-a geossinclíneo Ribeira.
As rochas de baixo metamorfismo (xistos verdes) são grupadas sob diferentes nomes geográficos: grupo Porongos no Rio Grande do Sul, grupo Brusque em Santa Catarina, grupo Açungui, Paraná e sul do estado de São Paulo e grupo São Roque na área de São Roque-Jundiaí-Mairiporã, no estado de São Paulo.
Os gnaisses e migmatitos da área pré-cambriana do norte, no estado de São Paulo e partes adjacentes de Minas Gerais, constituindo a Serra da Mantiqueira, são ainda insuficientemente conhecidos. Seu conhecimento será muito importante para elucidar entre as rochas parametamórficas dos geossinclíneos Brasília e Paraíba.
A faixa orogenética do Cariri, no Nordeste, possui direções estruturais muito perturbadas por falhas. Um grande acidente tectônico, o lineamento de Pernambuco, separa a faixa do Cariri de uma outra pequena faixa azul, conhecida como geossinclíneo de Propriá. Importante unidade da faixa tectônica do Cariri é o grupo Ceará. Seus metassedimentos exibem metamorfismos que variam de fácies xisto verde a de anfibolito. São recobertos, em discordância, pelas rochas do grupo Jaibara.
A datação das rochas de todos esses geossinclíneos permitiu se estabelecesse que a fase de sedimentação intensa ocorreu no Pré-Cambriano superior. Importante ciclo orogenético marcou o fim desses geossinclíneos, há cerca de 600 milhões de anos. Esse ciclo recebeu o nome de Brasileiro.
As fases tardias do ciclo Brasileiro atingiram o Cambriano e o Ordoviciano. Produziram depósitos que sofreram perturbações tectônicas, adquirindo mergulhos fortes e grande número de falhas, algumas de empurrão. Não se acompanharam, entretanto, de metamorfismo. Em Mato Grosso extensos depósitos calcários dessa época constituem os grupos Corumbá, ao sul, e Araras, ao norte. Em discordância sobre o geossinclíneo Corumbá, assentam as rochas do grupo Jacadigo, constituídas de arcósios, conglomerados arcosianos, siltitos, arenitos e camadas e lâminas de hematita, jaspe e óxidos de manganês.
Na faixa atlântica, há indícios de manifestações vulcânicas riolíticas e andesíticas associadas aos metassedimentos cambro-ordovicianos. Ocorrem também granitos intrusivos, tardios e pós-tectônicos. Os sedimentos cambro-ordovicianos que marcam os estertores da fase geossinclinal no Brasil não possuem fósseis, por se terem formado em ambiente não marinho. Ocupam áreas restritas, cobertas, discordantemente, pelos sedimentos devonianos e carboníferos da bacia do Paraná. A maior área encontra-se no estado do Rio Grande do Sul.
A sequência da base é chamada de grupo Maricá à qual sucede o grupo Bom Jardim. Este consiste em sequências sedimentares semelhantes às do grupo Maricá, mas caracterizadas por um vulcanismo andesítico muito intenso. Segue-se o grupo Camaquã, cujas rochas exibem perturbações mais suaves que as dos grupos sotopostos. Intenso vulcanismo riolítico ocorreu nas fases iniciais de deposição do grupo Camaquã. Existem, contudo, evidências de fases vulcânicas riolíticas anteriores: os conglomerados do grupo Bom Jardim contém seixos de riólitos. Vulcanismo andesítico intermitente também ocorreu durante as fases de sedimentação das rochas do grupo Camaquã.
Outra grande área de rochas formadas em ambiente tectônico semelhante é a do grupo Itajaí, em Santa Catarina. O grupo Castro, no estado do Paraná, constituído de arcósios, siltitos e conglomerados, parece ter-se formado na época dos grupos acima citados. Riólitos, tufos e aglomerados ocorrem em diversos níveis dessa sequência. Rochas vulcânicas andesíticas marcam as fases finais. Sobre as rochas do grupo Castro descansa uma sequência de conglomerados, conhecida com formação Iapó.
Outras pequenas áreas de sedimentos equivalentes aparecem ainda no estado do Paraná. Depósitos aparentemente da mesma idade aparecem ocorrem no estado de São Paulo, entre Guapiara e Ribeirão Branco, na bacia do rio Ribeira do Iguape. Ebert descobriu em 1971, entre Itapira, no estado de São Paulo, e Jacutinga, em Minas Gerais, uma sequência sedimentar não metamórfica, mas inclinada, a que denominou grupo Eleutério.

### Paleozoico
Na era Paleozoica, teve início o processo de deposição sedimentar no território, o qual perdura até o período atual.

### Mesozoico
A maior área do triássico está no Rio Grande do Sul. Esta região foi o berço da paleontologia no Brasil, e é formadora de grandes paleontólogos.

### Cenozoico
Causado pela transgressão marinha no período Terciário (Paleogeno e Neogeno), que tomou parte do Nordeste, incluindo o vale do rio São Francisco, Bahia e sul da Paraíba. Com a regressão marinha, o Nordeste voltou à sua porção continental atual.
Durante o Quaternário, ocorreram ainda outras três transgressões marinhas na região: duas no Pleistoceno, e uma no Holoceno.